# Edison (Geórgia)
Edison é uma cidade localizada no estado americano de Geórgia, no Condado de Calhoun.

## Demografia
Segundo o censo americano de 2000, a sua população era de 1340 habitantes.
Em 2006, foi estimada uma população de 1245, um decréscimo de 95 (-7.1%).

## Geografia
De acordo com o United States Census Bureau tem uma área de
6,0 km², dos quais 6,0 km² cobertos por terra e 0,0 km² cobertos por água. Edison localiza-se a aproximadamente 85 m acima do nível do mar.

## Localidades na vizinhança
O diagrama seguinte representa as localidades num raio de 24 km ao redor de Edison.